# George Maharis
George Maharis (n. 1 septembrie 1928, Astoria⁠(d), Queens, New York, SUA – d. 24 mai 2023, Beverly Hills, California, SUA) a fost un actor și cântăreț american.